# Dean O'Gorman
Dean Lance O'Gorman (Auckland, 1 december 1976) is een acteur uit Nieuw-Zeeland. Hij speelt de dwerg Fíli in The Hobbit-trilogie van Peter Jackson.

## Carrière
Zijn carrière begon met de televisiefilms, The Rogue Stallion en Raider of the South Seas toen hij veertien jaar oud was, beide films werden uitgebracht in 1990. Later verscheen hij ook meerdere keren in de series Hercules en Xena en hij had ook een terugkerende rol in Young Hercules.
Enkele jaren geleden had hij ook enkele gastoptredens in The Cult, Go Girls en Legend of the Seeker. Tegenwoordig speelt hij de rol van Anders Johnson in The Almighty Johnsons.
In april 2011 werd hij gecast als Fili de Dwerg in Sir Peter Jacksons driedelige film The Hobbit.

## Filmografie
| Jaar      | Titel                                     | Rol                          | Notities                                                                                    |
| --------- | ----------------------------------------- | ---------------------------- | ------------------------------------------------------------------------------------------- |
| 1990      | The Rogue Stallion                        | Tony Garrett                 | Televisiefilm                                                                               |
| 1990      | Raider of the South Seas                  | Bobby Morrison               | Televisiefilm                                                                               |
| 1995      | Bonjour Timothy                           | Timothy Taylor               |                                                                                             |
| 1995      | Hercules: The Legendary Journeys          | Iloran                       | Episode: "The Gauntlet"                                                                     |
| 1996      | Xena: Warrior Princess                    | Homer / Orion                | Episode: "Athens City Academy of the Performing Bards"                                      |
| 1996      | Return to Treasure Island                 | Jim Hawkins                  | Televisiefilm                                                                               |
| 1996      | Siren                                     | Siren                        | Short film                                                                                  |
| 1996      | Shortland Street                          | Nurse Harry Martin           | Televisieserie                                                                              |
| 1997      | Doom Runners                              | Deek                         | Video                                                                                       |
| 1997      | Hercules: The Legendary Journeys          | Young Iolaus Ruun            | Episode: "Regrets... I've Had a Few" Episode: "Prodigal Sister"                             |
| 1998      | Hercules: The Legendary Journeys          | Young Iolaus                 | Episode: "Medea Culpa" Episode: "Twilight"                                                  |
| 1998      | The Chosen                                | Andrew Scott                 | Televisiefilm                                                                               |
| 1998      | Young Hercules                            | Young Iolaus                 | Video                                                                                       |
| 1998      | When Love Comes                           | Mark                         |                                                                                             |
| 1998      | The Legend of William Tell                | Darek                        | Episode: "The Tomb of the Unknown Warrior"                                                  |
| 1998–1999 | Young Hercules                            | Iolaus                       | 45 episodes                                                                                 |
| 1999      | Fearless                                  | Cliff                        | Televisiefilm                                                                               |
| 1999      | Big Sky                                   | Dean                         | Episode: "A Family Affair"                                                                  |
| 1999      | Duggan                                    | Fergus MacLllwaine           | Episode: "Going Overboard"                                                                  |
| 2000      | Xena: Warrior Princess                    | Wiglaf                       | Episode: "Return of the Valkyrie"                                                           |
| 2000      | Little Samurai                            |                              | Short film                                                                                  |
| 2001      | Lawless: Beyond Justice                   | Nat                          | Televisiefilm                                                                               |
| 2001      | Snakeskin                                 | Johnny                       |                                                                                             |
| 2002      | Toy Love                                  | Ben                          |                                                                                             |
| 2003      | Farscape                                  | Zukash                       | Episodes: "We're So Screwed: Part 2: Hot to Katratzi", "We're So Screwed: Part 3: La Bomba" |
| 2003      | MDA                                       | Peter Jarman                 | Episode: "Judgement Day" Episode: "St. Crispin's Day"                                       |
| 2004      | Serial Killers                            | Andrew / Dr. Gilligan        | 7 episodes                                                                                  |
| 2004      | Piggy                                     | Confucius                    | Short film                                                                                  |
| 2004–2005 | McLeod's Daughters                        | Luke Morgan                  | 25 episodes                                                                                 |
| 2007      | Moonlight                                 | Daniel                       | Episode: "No Such Thing as Vampires"                                                        |
| 2007–2008 | Animalia                                  | Tyrannicus Tiger / Herry Hog | 4 episodes                                                                                  |
| 2008      | The Legend of Bloody Mary                 | Rev. Whittaker               |                                                                                             |
| 2009      | Legend of the Seeker                      | Carver Dunn                  | Episode: "Deception"                                                                        |
| 2009      | Go Girls                                  | Marco                        | Episode: "Signs and Obstacles" Episode: "Do the Right Thing"                                |
| 2009      | Sabotage                                  | Bobby                        |                                                                                             |
| 2009      | The Cult                                  | Liam                         | Episode: "1.10"                                                                             |
| 2010      | Kawa aka Nights in the Gardens of Spain   | Chris                        |                                                                                             |
| 2011–     | The Almighty Johnsons                     | Anders Johnson               | Main role                                                                                   |
| 2011      | Tangiwai: A Love Story                    | Bert Sutcliffe               | Televisiefilm; post-production                                                              |
| 2012      | The Hobbit: An Unexpected Journey         | Fíli                         |                                                                                             |
| 2013      | The Hobbit: The Desolation of Smaug       | Fíli                         |                                                                                             |
| 2014      | The Hobbit: The Battle of the Five Armies | Fíli                         |                                                                                             |